# 单色配色

单色配色示例图。

单色配色是指以单一色相为基础，并融入不同的色度、高光或阴影的色彩搭配方案。其中，色度影响色彩的鲜艳程度，高光是指在原色相基础上加入白色，阴影则加入黑色、灰色等颜色。
在视觉设计中，单色配色常被用于增强对比度，以创造更清晰、更专注的视觉感受。但由于单一色相的特性，也常常被认为是“单调乏味”的。

## 適合色彩通用設計
單色配色也被建議用於色彩通用設計，因為對於正常人達到能分辨的對比度時，對色覺障礙者也一樣能分辨。免除不同色系剛好選用到混淆色的情境。
| 紅色 | 綠色 |

| 紅色 | 淺紅 |